# Estádio Justiniano de Mello e Silva
O Estádio Municipal Justiniano de Mello e Silva é um estádio de futebol brasileiro localizado no bairro Tropical em Colatina, Espírito Santo.

## História
O estádio foi construído na década de 1950 pelo prefeito da época, Justiniano de Mello e Silva Neto, que dá nome ao estádio.
Em 1991, a Associação Atlética Colatina participou da Copa do Brasil. Na oportunidade, o AA Colatina foi eliminado pelo Santa Cruz do jovem Rivaldo, depois campeão da Copa do Mundo de 2002 pela Seleção Brasileira, na primeira fase da competição nacional, com duas derrotas: 3 a 2 no Justiniano de Mello e Silva e 1 a 0 em Recife, Pernambuco.
Em 2017, o Justiniano de Mello Silva passa por reforma após as tragédias de 2013 e 2015. O estádio foi interditado por problemas estruturais, após a forte enchente em 2013, e o rompimento de barragem em Mariana em 2015.
Em abril de 2018, a reforma é concluída. Partes do muro que cercam o estádio, os bancos de reservas, partes das arquibancadas, cabines de imprensa e o gramado foram totalmente recuperados.
Em 2019, os clubes da cidade que estavam longe do futebol profissional há quatro anos, CTE e Sport Colatinense, utilizam o estádio no Campeonato Capixaba da Série B.